# Longueville-sur-Aube
Longueville-sur-Aube è un comune francese di 130 abitanti situato nel dipartimento dell'Aube nella regione del Grand Est.

## Società

### Evoluzione demografica
Abitanti censiti